# Ren Xiong
Avís: en els noms xinesos el cognom va al davant (en aquest cas Ren).

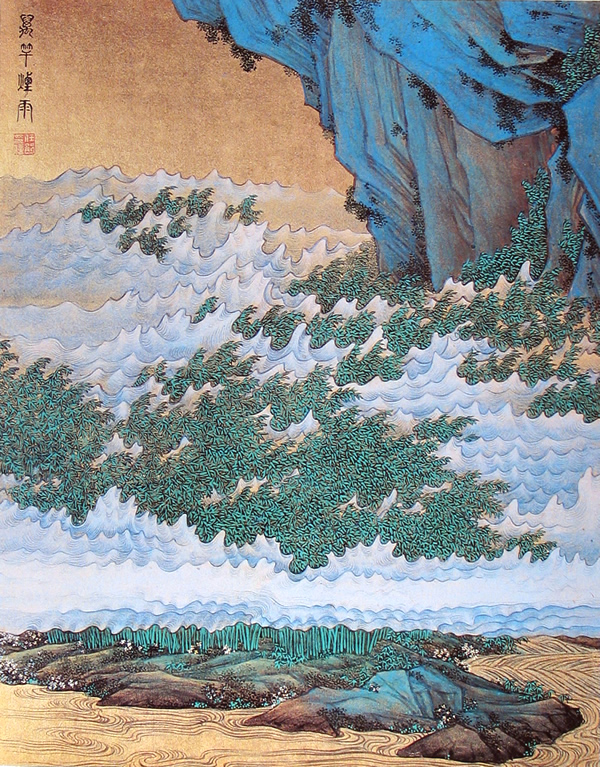
Escena (vers l'any 1850)

Ren Xiong (xinès: 任熊 : pinyin:Rèn Xióng), conegut també com a Weichang, fou un pintor, cal·lígraf, xilògraf i artesà de segells per a tinta que va viure sota la dinastia Qing. Va néixer el 19 de juliol de 1823 a Xiaoshan, província de Zhejiang, i va morir el 23 de novembre del 1857. La seva família, amb antecedents camperols humils, va tenir quatre pintors (els quatre Ren) i Ren Xiong fou qui va adquirir la fama primer. Va aprendre pintura gràcies a un mestre del poble. El 1846 va anar a Hangzhou, va residir un temps a casa de Zhou Xian copiant obres de la seva col·lecció i perfeccionant-se com a artista. Fugint de la rebel·lió residí a Xangai. Va il·lustrar poesies del seu amic poeta Yao Xie. Fou germà de Ren Yi i pare de Ren Yu.
De ben jove, Ren Xiong es resistí a pintar segons les normes dels mestres clàssics. Tocà diversitat de temes (personatges, paisatges, flors, ocells, etc.). Era un dels tres Xiong de Xangai, amb Zhang Xiong, Zhu Xiong i també va ser un dels tres Ren, juntament amb Ren Xun i Ren Yi, que amb Ren Yu formarà els quatre Rens. Uns forasters de Xangai (Xu Gu, Ren Xiong, Ren Xun, Ren Bonian i Hu Gongshou i Wu Changshuo) van formar part de l'escola de Pintura d'Haishang. Ren fou un pioner de la que seria la influent escola de Xangai, grup caracteritzat pel seu estil agosarat i innovador. El seu autoretrat és una de les obres cimeres del retrat xinès. La Universitat Pompeu Fabra de Barcelona, en el bloc I (La tradición artística china y las irrupciones de la modernidad) del seu màster en Estudis Xinesos del curs 2013-2014, ha dedicat sessions a aquest artista.